# Вулиця Григорія Сурабка
Вулиця Григорія Сурабка — вулиця в Новозаводському районі міста Чернігова, в історичній місцевості (районі) Коти. Пролягає від вулиці Тичини до тупика.
Не має вулиць, які б приєднувалися.
Прокладено після Німецько-Радянської війни.
Раніше носила назву на честь польської і української радянської письменниці Ванди Львівни Василевської.
12 лютого 2016 року вулиця отримала сучасну назву Григорія Сурабка — на честь заслуженого майстра спорту СРСР по парашутному спорту, уродженця Чернігова Григорія Миколайовича Сурабка, згідно розпорядження міського голови В. А. Атрошенко Чернігівської міської ради № 46-р «Про перейменування вулиць і провулків міста».

## Забудова
Парна і непарна сторони вулиці зайняті присадибною забудовою. Кінець вулиці зайнятий нежилою забудовою.
Установи: ні